# 비시즈
《비시즈》(Besiege)는 마이크로소프트 윈도우, macOS, 리눅스용으로 스파이더링 스튜디오가 개발, 배급한 전략 비디오 게임이다. 이 게임은 2020년 2월 18일 출시되었으며 이는 기나긴 얼리 액세스 단계에서 5년이 지난 이후이다.
이 게임에서 플레이어는 요새와 군대에 대항하기 위한 기이한 중세 공성 기관(siege engine)을 만들 수 있다. 플레이어는 함께 연결이 가능한 기계 부품을 골라서 기계를 만들 수 있다. 각 레벨은 "풍차를 파괴하라", "100명의 병사를 죽여라"와 같은 목표가 있다. 목표가 상대적으로 단순하지만 다양한 접근의 실험이 가능하다.
이 게임의 테마가 중세이긴 하지만 플레이어들은 전차, 자동차, 폭격기, 프로펠러 항공기, 헬리콥터, 비행선, 전함과 같은 현대의 차량들을 제조할 수 있다. 2017년 12월 업데이트에서는 레벨 에디터와 다인용 기능이 포함되었다. 나중에는 플레이어가 복잡한 기계를 만들 가능성을 부여하는 고급 빌드 모드가 추가되었다. 이러한 추가와 더불어 플레이어들은 텔레비전 쇼 배틀봇과 비슷한 토너먼트를 운영하는 시스템을 개발하였다.